# Malina Suliman
Malina Suliman (Kandahar, 1990) è un'artista afghana che si occupa di graffiti, lavori in metallo e pittura.
Il suo lavoro è considerato una sfida alla cultura musulmana tradizionale; fra le sue opere più note vi è il graffito raffigurante uno scheletro avvolto in un burqa blu, da lei definito un autoritratto, disegnato negli anni duemila nelle strade di Kabul, e ispirato alla condizione delle donne in Afghanistan. Ha ricevuto minacce e subito aggressioni da parte dei talebani e dai musulmani tradizionalisti per le sue creazioni, ritenute blasfeme..
Dal 2014 vive in Olanda, dove ha conseguito un master presso il Dutch Art Institute di Arnhem.

## Biografia
Malina Suliman è nata a Kandahar nel 1990, in una famiglia di cinque fratelli e tre sorelle. Fin da bambina ha dimostrato un forte interesse per l'arte. Nel 2010, all'insaputa del padre, ha ottenuto il Bachelor of Arts all'Art Council di Karachi, in Pakistan; i suoi studi sono stati interrotti quando i suoi genitori le hanno chiesto di tornare a casa.
La famiglia ha cercato di impedirle di continuare la carriera artistica, vietandole per un anno di uscire dalla sua abitazione e di frequentare estranei. Durante il periodo di chiusura forzata in casa, ha dichiarato di sentire di aver perduto la sua identità, e di averla ritrovata solo quando il marito di sua sorella l'ha portata ad una mostra: «Iniziai ad urlare e a piangere, mi sentivo come se fossi tornata quella di prima ed esistevo di nuovo».
Ha ricominciato la sua attività con la consapevolezza che non avrebbe avuto il consenso della sua famiglia e del suo ambiente sociale. Si è unita all'associazione Berang Arts, e ha appreso l'arte dei graffiti. Ha fondato in seguito un gruppo artistico locale, la Kandahar Fine Arts Association (KFAA), per contribuire al movimento artistico contemporaneo.
I suoi graffiti e le mostre che ha organizzato hanno provocato forti reazioni e indignazione nel pubblico; è stata aggredita con lancio di pietre da alcune persone e ha ricevuto minacce dai talebani che ritenevano le sue opere idolatre e anti islamiche: "Dipingevo graffiti sulle rocce e sui muri e loro mi lanciavano pietre e mi condannavano. Mi trasferivo in un'altra zona ma loro mi seguivano lì e mi colpivano con pietre". Il suo lavoro ha tuttavia ricevuto anche degli apprezzamenti: durante una mostra a Kandahar ha ottenuto l’attenzione del governatore Tooryalai Wesa che ha lodato la sua attività, auspicando che “più donne facessero lo stesso”, e il presidente Hamid Karzai l'ha invitata ad un incontro per conoscere meglio il suo lavoro.
Nel 2013 un'aggressione subita da suo padre ad opera dei talebani, ha spinto la famiglia a trasferirsi a Mumbai, in India, dove ha studiato alla Sir Jamsetjee Jeejeebhoy School of Art. Nel 2014, come richiedente asilo, si è trasferita nei Paesi Bassi e ha conseguito un Master of Arts presso l'Istituto artistico olandese.

## Arte

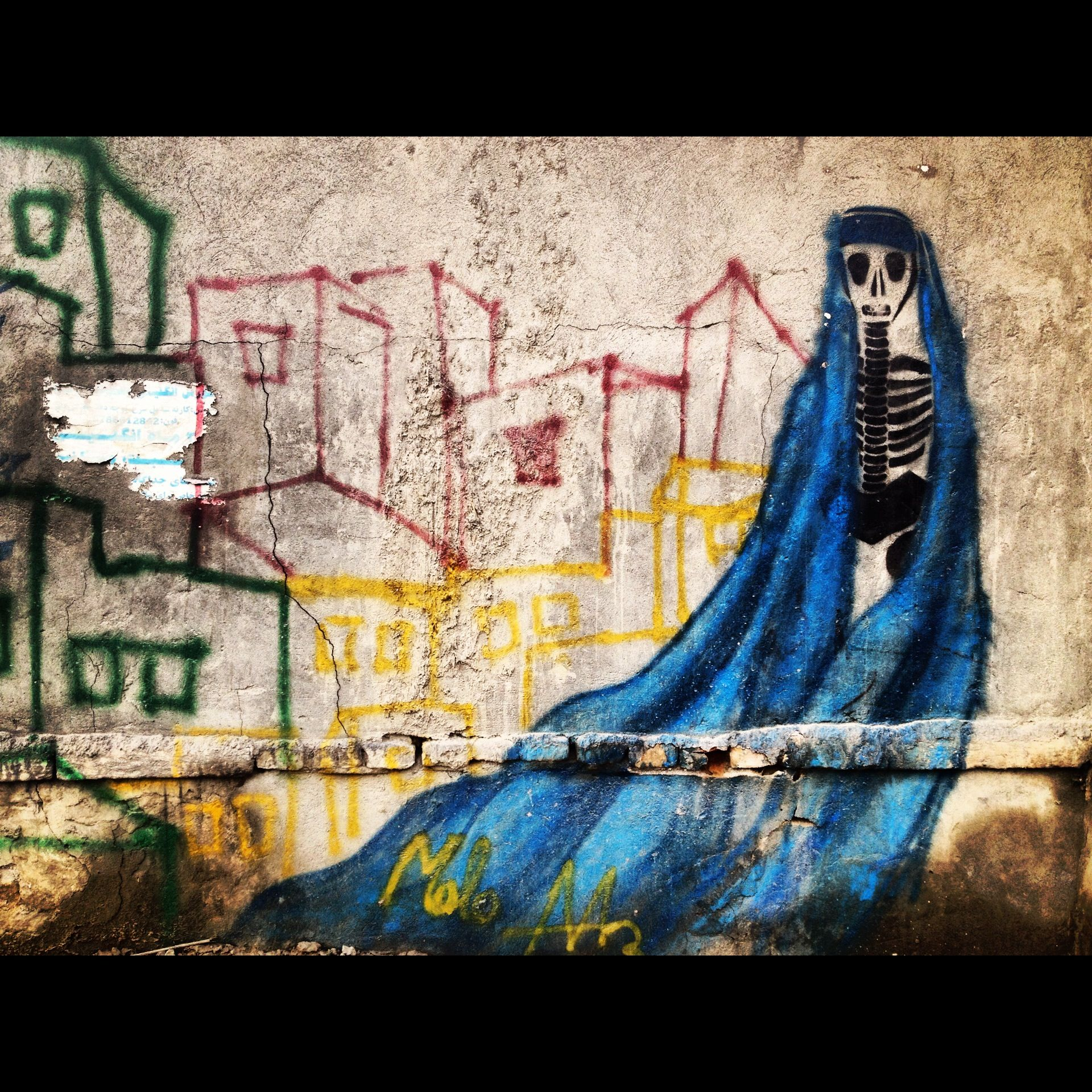
Lo scheletro nel burqa

La sua è un'arte di denuncia, intende colpire i pregiudizi culturali e religiosi e sociali, come la discriminazione subita da lei e dalle altre donne nel suo paese; ha usato i graffiti per “dare voce ai muri” in Afghanistan.  In un'intervista ha affermato: “Ho pensato, ok… se nessuno dice qualcosa, chi lo farà?” Ha affrontato la realtà di essere una figura controversa in Afghanistan, sapendo che poteva essere uccisa per la sua arte, ritenuta pericolosa.. Il suo graffito più famoso è lo scheletro che indossa un burqa blu, un indumento che lei fin da bambina ha percepito come una forma di controllo; l'immagine dello scheletro, da lei definito un autoritratto, simboleggia la mancanza di identità delle donne in Afghanistan, la loro condizione di cittadine di seconda classe, oppresse e perseguitate se chiedono che vengano riconosciuti i loro diritti. Il suo dipinto Girl in the Icebox raffigura una ragazza velata bloccata in una scatola di ghiaccio: rappresenta la cultura afghana che tiene le donne in ostaggio.
In un'altra delle sue opere più macabre e oscure rappresenta una donna impiccata, o un bambino disabile, simbolo delle vittime di una guerra brutale. In un'intervista, ha così interpretato la reazione del pubblico di fronte alle sue opere: “Molte persone non avevano mai visto un'installazione d’arte prima…Alcuni si offesero e altri si sentirono feriti perché lo avevano sperimentato prima.”
Nell'opera Today's Life, l'artista riflette sulla sua infanzia e il destino che i genitori avrebbero voluto riservarle: il dipinto raffigura un feto appeso ad un albero e sottoposto a spinte che lo portano in direzioni differenti. Per Malina, il suo destino era già stato deciso da prima che nascesse. “Prima che un bambino nasca, i genitori stanno già pensando che un figlio può sostenerli e una figlia può essere sposata con un ricco pretendente. Non si fermano a pensare a cosa il bambino può desiderare."